# Castanopsis cerebrina
Castanopsis cerebrina ist eine in Südostasien vorkommende Baumart aus der Familie der Buchengewächse (Fagaceae).

## Merkmale
Castanopsis cerebrina ist ein immergrüner, bis zu 20 Meter hoher Baum. Der Stammdurchmesser erreicht über 30 Zentimeter. 
Die kurz gestielten, spitzen bis stumpfen. ledrigen Laubblätter sind gesägt und kahl. Die recht großen Blätter sind bis 29 Zentimeter lang.
Die Fruchtbecher (Cupulae) sind mit dünnen, dachziegelartigen Schuppen besetzt. Diese sind am Ende gestutzt. Die Fruchtbecher sind eiförmig oder leicht zusammengedrückt, sie schließen bis drei Viertel der einzigen Nuss ein. Die Narbe an der Basis der etwa 2 Zentimeter großen Nuss ist flach.
Blütezeit ist März bis Juni, meist März bis April. Die Fruchtreife erfolgt zwischen März und Dezember, meist von März bis April.

## Verbreitung und Standorte
Die Art kommt im Norden von Thailand und in Vietnam vor. Sie wächst auf den Graten von immergrünen Hügel-Wäldern und laubwerfenden Mischwäldern in 900 bis 1800 m Höhe, meist in 900 bis 1500 m.

## Belege
- Chamlong Phengklai: A synoptic account of the Fagaceae of Thailand. In: Thai Forest Bulletin. 2006, Band 34, S. 53–175.
- Castanopsis cerebrina in der Flora of Thailand.